# Trobecove krušne peći
Trobecove krušne peći je hrvatski avangardni postpunk sastav iz Zagreba. Djelovao je u 1980-im godinama. Stvari koje su snimili glazbena kritika svrstava u alternativni rock, punk, postpunk, noise i no wave, psihodelične i funkoidne.
Članovi sastava su vokalist i gitarist Darko Begić, basist Mario Barišin, gitarist Ivan Vinski, bubnjar Gordan Dorvak, gost saxofonist Damir Prica Kafka (Capri), gitarist Damir Kolarec (1981-1983). Na bunjevima je od 1986. Ratko Danilović (bivši član Sexe). U bendu je bio Dražen Heraković (solo gitara, vokal) koji je svirao u požeškom Rukopoteznom povlačilu i kasnije u grupama Žak Fatalist (Požega) i Married Body (Požega).

## Povijest
Sastav je osnovan 1981. godine. Sastav se izdvajao od ostalih po vrlo intenzivnoj, konkretnoj i bučnoj varijanti rocka, što mu je davalo epitet avangardnog. Bendu je problem predstavljalo vrlo provokativno te morbidno ime. Naime nazvali su se po najpoznatijem serijskom ubojici u ondašnjoj Jugoslaviji, Metodu Trobecu te načinu na koji je taj serijski ubojica uklanjao trupla svojih žrtava. 
Godine 1984. objavljen je TKP-ov demoalbum na kaseti koji sadrži četiri pjesme. U Ljubljani su 1985. snimili materijal za prvi album koji tijekom rada grupe nikada nije bio objavljen, a izdanje je doživio tek u izdanju Kekele Aquariuma skoro desetljeće poslije. Navodno je bio zabranjen zbog tekstova. Svirali su do 1987. godine, kad su pod etiketom Produkcija Slovenija objavili album uživo Ta krvava prošlost... koji je snimak koncerta u Kopru od 15. svibnja 1987. godine.  Nakon toga prestali s radom. 1992. godine na kazeti je izašlo izdanje njihovih stvari snimljenih 1985. koje nisu bile objavljene. pod etiketom Kekele Aquarium (zaslugom Kornela Šepera) u nakladi od sto primjeraka. Snimke su nastale studiju Boruta Činča (iz Buldožera) u Ljubljani od 9. do 16. travnja 1985. godine.
Ponovno su se okupili 2005. pod imenom Viva Glorio i snimaju nove materijale. Demo su snimali u zagrebačkom studiju Šišmiš. U recenzijama Vivo Glorio prikazan je kao "dosadnjikava limunada" u usporedbi sa starim TKP-om.
Godine 2013. objavili su kompilacijski paket S mukom žvaču trubadurov vrat koji sadrži njihove skladbe, snimke uživo, demoe i spotove.  TKP su se okupili u izvornoj postavi na koncert i promociju ovog izdanja koji se održao Močvari u Zagrebu 25. svibnja. 

## Utjecaji
Stil TKP-a na tragu je The Falla, Pere Ubua, Gang Of Foura i sličnih.

## Diskografija
- demo album, 1984.
- neobjavljeni album, 1985.
- Ta krvava prošlost..., album uživo, 1987.
- 85, objavljena snimka iz 1985.
- S mukom žvaču trubadurov vrat, kompilacijski paket, 2013. (LP, 2 CD-a)
- Ether, album uživo, 2017.

## Vanjske poveznice
- Discogs Fotografije sastava
- Trobecove krušne peći
- Trobecove krušne peći - Pravi poklon za svakoga
- Trobecove krušne peći - Boje noć u krv
- Trobecove krušne peći - Skrivac u magli
- Trobecove krušne peći - Ustajem u tami